# Клюка Алла Федорівна
Алла Федорівна Клюка (білор. Ала Федараўна Клюка; нар.. 18 лютого 1970, Мінськ) — радянська, російська та американська актриса білоруського походження.

## Життєпис
Народилася в Мінську. Її батьки — глухі (працювали на Мінському автомобільному заводі - МАЗ), але ні в Алли, ані у двох її старших сестер проблем зі слухом немає. Навчалася в середній школі № 46 міста Мінська, де закінчила 10 класів.
Навчалась у Вищому театральному училищі імені М. С. Щепкіна, яке закінчила у 1991 році, майстерня Юрія Соломіна). У кіно дебютувала в 1989 році у фільмі «Візит дами». У 1990 році разом зі своїм курсом навчалася в нью-йоркській театральній школі.
У 1993 році одружилась з відомим американським ученим Кенні Шеффером, в шлюбі у них народився син Кібо. Поїхала разом з чоловіком до США, там вступила до національної Гільдії акторів. Знялася в серіалах «Клан Сопрано», «Закон і порядок».
У 2001 році повернулася до Росії, де знімалася у Алли Сурикової — спочатку у фільмі «Хочу до в'язниці», а потім у серіалі «Ідеальна пара». Ще через два роки актрису чекав успіх після виходу на екрани серіалу «Євлампія Романова. Слідство веде дилетант» — екранізації детективів Дар'ї Донцової, де зіграла головну роль. У 2003 році вийшла заміж за постановника цього серіалу — режисера Володимира Морозова. У них цього ж року народився син Іван.
З 2015 року знову знімається у США.

## Визнання і нагороди
- лауреатка премії «За найкращу жіночу роль» на кінофестивалі «Кінотавр» (1997)[5]
- лауреатка премії «Зелене яблуко» (1995, за роль у фільмі «Серп і молот»)[3]
- лауреатка призу «За найкращу жіночу роль» на Першому Міжнародному кінофестивалі країн СНД і Балтії «Нове кіно XXI століття» (2004, за роль у фільмі «Прикутий»)

## Фільмографія
1. 1989 — «Візит дами» — дівчина на ярмарку
2. 1990 — «Тіло» — Світла Калмикова
3. 1990 — «Хмара-рай» — Наталія
4. 1990 — «Зроблено в СРСР» —  Ірина Сисоєва
5. 1992 — «Ноктюрн Шопена» (Росія — США, за участю Ризької кіностудії) — Вона
6. 1994 — «Серп і молот» — Єлизавета Вороніна
7. 1996 — «З пекла в пекло» — Ганна Сікорська[6]
8. 1998 — «Хочу до в'язниці» — Марі
9. 2000 — 2002 — «Клан Сопрано» (США) — Світлана Кириленко
10. 2001 — «Ідеальна пара» — Ганна Володимирівна
11. 2002 — «Прикутий» — Ганна
12. 2002 — «Закон і порядок» (серіал, США) — Ілана Юшка
13. 2003 — 2006 — «Євлампія Романова. Слідство веде дилетант» — Євлампія Романова
14. 2004 — «Дрібнота» — Липочка
15. 2005 — «Коля — перекоти поле» — Наталія
16. 2008 — «Адреналін» — слідчий Рита
17. 2011 — «Ніч на заході літа» — Рут
18. 2015 — «Таємниці Лаури» (серіал, США) — Ольга (16-а серія, 1-й сезон)
19. 2017 — «Американці» (серіал, США) — Катерина Рикова (5-й сезон)